# Océane Michelon
Pour les articles homonymes, voir Michelon.
Océane Michelon, née le 4 mars 2002 à Chambéry, est une biathlète française, championne du monde de relais avec l'équipe de France en 2025 et vice championne du monde de la mass start sur ces mêmes championnats du monde.

## Parcours sportif

### Débuts en Juniors
Dans sa jeune carrière, elle s'illustre aux championnats du monde en 2020 à Lenzerheide en remportant la médaille de bronze du sprint dans la catégorie jeunes, puis aux Championnats du monde juniors de biathlon en 2022 à Soldier Hollow, où elle devient vice-championne du monde junior de l'individuel.

### 2023-2024: gros globe de l'IBU Cup
Lors de la saison 2023-2024 de l'IBU Cup, elle monte sur son premier podium le 2 décembre 2023 en étant 3e du sprint à Kontiolahti, puis remporte sa première victoire le 13 décembre 2023 sur le sprint à Sjusjøen. A l'issue des trois premières étapes de la saison, elle est troisième du classement général.
Grâce à ses bonnes performances en IBU Cup, elle est sélectionnée pour faire ses débuts en Coupe du monde à Oberhof en janvier 2024. Elle se classe 28e du sprint et 37e de la poursuite.
Elle participe aux championnats d'Europe de biathlon 2024 à Brezno-Osrblie où elle remporte la médaille de bronze sur la poursuite.
Elle remporte le gros globe du classement général ainsi que les petits globes de la poursuite et du sprint lors de la saison 2023-2024 sur le circuit IBU Cup,,.

### 2024-2025: médaillée aux Championnats du monde et meilleure jeune de la Coupe du monde
À l'intersaison, elle intègre le groupe A de l'équipe de France comprenant aussi Julia Simon, Justine Braisaz-Bouchet, Lou Jeanmonnot, Sophie Chauveau, Gilonne Guigonnat et Jeanne Richard, ce qui lui permet d'effectuer sa préparation estivale dans les meilleures conditions.
Elle justifie sa place en Coupe du monde en signant notamment trois top 10 prometteurs au mois de décembre. Elle porte aussi le premier dossard bleu de meilleure jeune de la saison et montre ensuite qu'elle est en mesure de lutter dans ce classement des jeunes de moins de 23 ans, tout comme sa camarade Jeanne Richard. À la trêve de Noël, Océane Michelon pointe à la douzième place du classement général.
Le 18 janvier 2025, elle monte sur le premier podium en coupe du monde de sa carrière en compagnie de Paula Botet, Justine Braisaz-Bouchet et Julia Simon en relais.
Aux Championnats du monde 2025 à Lenzerheide, elle remporte le titre du relais avec Lou Jeanmonnot, Justine Braisaz-Bouchet et Julia Simon devant l'équipe norvégienne et l'équipe suédoise, puis elle décroche la médaille d'argent sur la mass-start.
Lors de la reprise de la Coupe du Monde en mars à Nove mesto, elle confirme sa progression et signe son second podium individuel en terminant 3e de la poursuite après avoir remonté dix places (treizième du sprint),. En conclusion de l'étape tchèque, elle réalise, à l'image de ses coéquipières, une grande performance sur le relais avec le meilleur temps de sa manche et un 10/10 au tir, contribuant à la nette victoire française et au gain du petit globe de la spécialité pour la France. À Holmenkollen, elle parvient à retirer le dossard bleu des épaules de Jeanne Richard et remporter le classement des jeunes de moins de 23 ans, grâce à sa quatrième place sur la mass-start finale. Océane Michelon termine sa première saison complète en Coupe du monde à la cinquième place du classement général.

## Palmarès

### Championnats du monde
| Édition \ Épreuve | Individuel | Sprint | Poursuite | Mass start               | Relais               | Relais mixte | Relais mixte simple |
| ----------------- | ---------- | ------ | --------- | ------------------------ | -------------------- | ------------ | ------------------- |
| Lenzerheide 2025  | 18e        | 12e    | 13e       | Médaille d'argent, monde | Médaille d'or, monde | —            | —                   |

- — : non disputée par Océane Michelon

### Coupe du monde
- Meilleur classement général : 5e en 2025.
- Vainqueur du classement U23 (jeunes) en 2025.
- 7 podiums :
  - 2 podiums individuels :   1 deuxième place et 1 troisième place.
  - 4 podiums en relais : 2 victoires et 2 troisièmes places.
  - 1 podium en relai mixte : 1 deuxième place.

 Dernière mise à jour le 23 mars 2025

#### Classements en Coupe du monde
| Saison    | Individuel | Individuel | Sprint  | Sprint   | Poursuite | Poursuite | Mass start | Mass start | Général | Général  |
| Saison    | Courses    | Position   | Courses | Position | Courses   | Position  | Courses    | Position   | Courses | Position |
| --------- | ---------- | ---------- | ------- | -------- | --------- | --------- | ---------- | ---------- | ------- | -------- |
| 2023-2024 |            |            | 2 / 7   | 65e      | 2 / 7     | 74e       |            |            | 4 / 21  | 74e      |
| 2024-2025 | 3 / 3      | 3e         | 7 / 7   | 10e      | 6 / 6     | 5e        | 5 / 5      | 4e         | 21 / 21 | 5e       |

#### Résultats détaillés en Coupe du monde
| 2023-2024 |       |        |        |        |        |        |        |       |        |        |        |        |       |       | .      | .      | .      | .     |        |       |       |        |        |        |       | 74e |
| 2023-2024 | IN    | SP     | PU     | SP     | PU     | SP     | PU     | MS    | SP 28e | PU 37e | SP 38e | PU 40e | SI    | MS    | SP     | PU     | IN     | MS    | IN     | MS    | SP    | PU     | SP     | PU     | MS    | 74e |
| 2024-2025 |       |        |        |        |        |        |        |       |        |        |        |        |       |       | .      | .      | .      | .     |        |       |       |        |        |        |       | 5e  |
| 2024-2025 | SI 7e | SP 10e | MS 17e | SP 21e | PU 19e | SP 38e | PU 11e | MS 8e | SP 6e  | PU 4e  | IN 4e  | MS 8e  | SP 7e | PU 5e | SP 12e | PU 13e | IN 18e | MS 2e | SP 13e | PU 3e | SI 5e | MS 13e | SP 18e | PU 25e | MS 4e | 5e  |

#### Podium en relais en Coupe du monde
| Podium en relais en Coupe du monde | Podium en relais en Coupe du monde | Podium en relais en Coupe du monde | Podium en relais en Coupe du monde | Podium en relais en Coupe du monde | Podium en relais en Coupe du monde | Podium en relais en Coupe du monde | Podium en relais en Coupe du monde | Podium en relais en Coupe du monde | Podium en relais en Coupe du monde | Podium en relais en Coupe du monde |
| n°                                 | Saison                             | Date                               | Lieu                               | Épreuve                            | Résultat                           | Composition                        | Composition                        | Composition                        | Composition                        | Compétition                        |
| ---------------------------------- | ---------------------------------- | ---------------------------------- | ---------------------------------- | ---------------------------------- | ---------------------------------- | ---------------------------------- | ---------------------------------- | ---------------------------------- | ---------------------------------- | ---------------------------------- |
| 1                                  | 2024-2025                          | 18-01-2025                         | Ruhpolding                         | Relais 4 x 6 km                    | Médaille de bronze                 | Paula Botet                        | O. Michelon                        | J. Braisaz-Bouchet                 | J. Simon                           | Coupe du monde                     |
| 2                                  | 2024-2025                          | 26-01-2025                         | Antholz                            | Relais 4 x 6 km                    | Médaille de bronze                 | J. Richard                         | L. Jeanmonnot                      | O. Michelon                        | J. Simon                           | Coupe du monde                     |
| 3                                  | 2024-2025                          | 22-02-2025                         | Lenzerheide                        | Relais 4 x 6 km                    | Médaille d'or, monde               | L. Jeanmonnot                      | O. Michelon                        | J. Braisaz-Bouchet                 | J. Simon                           | Championnats du monde              |
| 4                                  | 2024-2025                          | 09-03-2025                         | Nové Město                         | Relais 4 x 6 km                    | Médaille d'or                      | L. Jeanmonnot                      | O. Michelon                        | J. Braisaz-Bouchet                 | J. Simon                           | Coupe du monde                     |
| 5                                  | 2024-2025                          | 16-03-2025                         | Pokljuka                           | Relais mixte                       | Médaille d'argent                  | J. Richard                         | O. Michelon                        | É. Perrot                          | Q. Fillon Maillet                  | Coupe du monde                     |

### IBU Cup
- Vainqueur du classement général  en 2024.
- Vainqueur du classement du sprint et de la poursuite en 2024.
- 7 podiums individuels, dont une victoire.

 Dernière mise à jour le 9 mars 2024 

#### Podiums individuels en IBU Cup
| Podiums individuels en IBU Cup | Podiums individuels en IBU Cup | Podiums individuels en IBU Cup | Podiums individuels en IBU Cup | Podiums individuels en IBU Cup | Podiums individuels en IBU Cup |
| n°                             | Saison                         | Date                           | Lieu                           | Épreuve                        | Résultat                       |
| ------------------------------ | ------------------------------ | ------------------------------ | ------------------------------ | ------------------------------ | ------------------------------ |
| 1                              | 2023-2024                      | 02-12-2023                     | Kontiolahti                    | Sprint 7,5 km                  | Médaille de bronze             |
| 2                              | 2023-2024                      | 13-12-2023                     | Sjusjøen                       | Sprint 7,5 km                  | Médaille d'or                  |
| 3                              | 2023-2024                      | 27-01-2024                     | Brezno-Osrblie (Ch Europe)     | Poursuite 10 km                | Médaille de bronze, Europe     |
| 4                              | 2023-2024                      | 29-02-2024                     | Obertilliach                   | Sprint 7,5 km                  | Médaille d'argent              |
| 5                              | 2023-2024                      | 02-03-2024                     | Obertilliach                   | Poursuite 10 km                | Médaille d'argent              |
| 6                              | 2023-2024                      | 08-03-2024                     | Obertilliach                   | Sprint 7,5 km                  | Médaille de bronze             |
| 7                              | 2023-2024                      | 09-03-2024                     | Obertilliach                   | Mass-Start 60 12 km            | Médaille d'argent              |

### Championnats d'Europe
| Édition \ Épreuve   | Individuel | Sprint | Poursuite                  | Relais mixte              | Relais mixte simple |
| ------------------- | ---------- | ------ | -------------------------- | ------------------------- | ------------------- |
| Brezno-Osrblie 2024 | 9e         | 9e     | Médaille de bronze, Europe | Médaille d'argent, Europe | —                   |

Légende :
- : deuxième place, médaille d’argent
- : troisième place, médaille de bronze

### Championnats du monde juniors
| Mondiaux / Épreuve  | Cat.    | Individuel                        | Sprint                             | Poursuite | Relais                             |
| 2020 Lenzerheide    | Jeunes  | 15e                               | Médaille de bronze, Coupe du Monde | 11e       | 5e                                 |
| 2021 Obertilliach   | Jeunes  | 26e                               | 23e                                | 10e       | —                                  |
| 2022 Soldier Hollow | Juniors | Médaille d'argent, Coupe du Monde | 28e                                | 11e       | Médaille de bronze, Coupe du Monde |